# 린코마이신
린코마이신(Lincomycin)은 방선균목 Streptomyces lincolnensis에서 비롯된 린코사미드류 항생물질이다. 관련 화합물 클린다마이신은 염화 티오닐을 이용하여 린코마이신에서 비롯된다. 1964년 9월 의료용으로 출시되었다.